# NetSuite
NetSuite је америчка софтверска компанија заснована на облаку која пружа производе и услуге прилагођене малим и средњим предузећима, укључујући рачуноводство и финансијско управљање, управљање односима са клијентима, управљање залихама, управљање људским капиталом, обрачун зарада, управљање набавкама и е-трговину. NetSuite је основан 1998. године са седиштем у Остину, Тексас. Ова компаније се нашироко сматра као прва софтверска компанија за рачунарство у облаку, а њено оснивање је претходило оснивању компаније Salesforce за око месец дана. Корпорација Oracle је купила NetSuite за приближно 9,3 милијарде долара у новембру 2016. године. Глобалном пословном јединицом Oracle NetSuite управља извршни потпредседник Еван Голдберг. Компанија се рекламира као „Oracle Cloud ERP за мала и средња предузећа са могућношћу проширења на фирме са листе Fortune 500.“

## Историја
NetSuite може пратити свој почетак до петоминутног телефонског разговора између Евана Голдберга и Ларија Елисона у којем су њих двојица разговарали о идеји продаје софтвера преко интернета. Тај разговор је навео Евана Голдберга да 1998. године оснује NetLedger, оригинално име компаније. Понудио је рачуноводствени софтвер хостован на вебу. Компанија је добила почетни новац од извршног директора Оракла Ларија Елисона, као и мноштва кључног особља које је раније било запослено у Ораклу. Председник компаније и ЦТО и остали менаџмент прешли су из Оракла на NetLedger. Једно време је решење лиценцирао Оракл, под брендом The Oracle Small Business Suite; међутим, то искуство је кратко трајало, а уговор о лиценцирању је отказан 2004. Голдберг је био председник и главни технолошки директор све до аквизиције компаније Оракл.
У јулу 2002, Зак Нелсон је именован за извршног директора. Пре него што се придружио компанији, Нелсон је водио раног добављача пословних апликација преко Интернета под називом MiCIO.com, одељење компаније McAfee Corp. Ово искуство га је навело на уверење да ће сав софтвер бити испоручен преко интернета, па је напустио McAffee да се придружи компанији. Он је повео компанију са прихода од око милион долара на милијарду долара пре него што ју је купила компанија Оракл 
У септембру 2003. године, компанија је званично променила име из NetLedger у NetSuite како би одразила успех компаније у проширењу своје понуде на пакет пословних апликација осим рачуноводства, укључујући ЕРП, ЦРМ и е-трговину.
4. јануара 2007. NetSuite је именовао генералног директора Оукланда А Билија Бина (славног Moneyball-а) у свој управни одбор.
NetSuite је постао јавно тргована компанија након иницијалне јавне понуде (ИПО) од 6,2 милиона акција на Њујоршкој берзи у децембру 2007. Oracle је 28. јула 2016. објавио да је понудио куповину компаније за 9,3 милијарде долара. Договор је закључен у новембру.
Седиште компаније се налази у Остину у Тексасу. NetSuite има додатне канцеларије у Денверу, Колорадо; Санта Моника и Редвуд Сити, Калифорнија; Чикаго, Илиноис; Атланта, Џорџија; Њујорк Сити, Њујорк; Бостон, Масачусетс; Торонто, Канада; Велика Британија; Шпанија; Чешка република; Хонг Конг; Сингапур; Аустралиа; Бразил и Уругвај.

## Однос са корпорацијом Оракл
Године 1998. Еван Голдберг је добио приближно 125 милиона долара почетне финансијске подршке од Ларија Елисона, оснивача и главног извршног директора Oracle Corporation преко Еллисоновог предузећа ризичног капитала Тако Вентурес. Други почетни инвеститори били су СтарВест Партнерс, АДП и UBS PaineWebber. Софтвер NetSuite се такође ослања на софтвер базе података лиценциран од Орацл-а.
Елисон и чланови породице поседовали су приближно 47,4% обичних акција компаније на дан 31. децембра 2014. У поднеску фирме 10-К од 2. марта 2015. стоји да је „господин Елисон у могућности да врши контролу над одобравањем значајних корпоративних трансакција, укључујући промену контроле или ликвидацију“.
Oracle је 28. јула 2016. објавио да је понудио куповину компаније за 9,3 милијарде долара. Договор се суочио са интензивним испитивањем јер је оснивач Оракла Лари Елисон био власник скоро 40% компаније NetSuite. Овај сукоб интереса довео је до тога да одбор обе компаније оснује независне комитете за разматрање посла из перспективе независних акционара. Неки велики акционари компаније NetSuite, као што је Т. Ров, обавестили су Oracle да неће понудити своје акције у складу са тренутним условима предложеног посла. Почетком октобра 2016. Oracle је продужио рок за акционаре компаније да понуде своје акције до 4. новембра. Договор је закључен 7. новембра

## Производи, услуге и подршка
NetSuite нуди модуларни пакет апликација за управљање пословањем заснованих на облаку. У зависности од избора модула, платформа може да подржи рачуноводствене могућности као што су главна књига, дуговања, потраживања, управљање готовином, управљање порезима, набавка и управљање залихама и поруџбина, заједно са опционим модулима као што су управљање односима са купцима, е-трговина, људски управљање ресурсима и радном снагом, управљање платним списком, аутоматизација професионалних услуга, управљање складиштем и управљање ланцем снабдевања, који се по потреби могу активирати. Цена претплате није фиксна, зависи од изабраних модула и броја корисника. Платформи се приступа преко облака и сви подаци су централизовани и ускладиштени у облаку, омогућавајући корисницима приступ подацима са различитих уређаја и земаља. Управљање основним средствима, признавање прихода, планирање и буџетирање и наплата претплате су такође доступни. Функционалност мулти-ентитета и глобалног рачуноводства и консолидације доступна је уз додатну цену преко модула OneWorld, који подржава 27 језика и више валута и пореских кодова.
NetSuite нуди аналитику и извештавање, који користе централизоване податке за пружање увида у реалном времену оперативних и финансијских перформанси компаније клијента. Унапред конфигурисане контролне табле засноване на улогама и кључни индикатори учинка омогућавају корисницима да прате пословни учинак.

### Производи
- NetSuite Analytics Warehouse – пословна интелигенција и могућности увида у податке са унапред изграђеним интеграцијама података независних произвођача [29][30]
- NetSuite CPQ - подржава продајне тимове са могућностима конфигурисања, цене и понуде; интегрисан са NetSuite ЕРП, ЦРМ и производима за е-трговину [31]
- NetSuite Connector– омогућава корисницима да интегришу NetSuite производе са продавницама е-трговине, онлајн пијацама и системима на продајним местима као што су Shopify, BigCommerce, Adobe Commerce, WooCommerce, Амазон, eBay и Walmart [32]
- NetSuite SuitePeople Workforce Management – подржава заказивање смена, обрачун плата и праћење радног времена и присуства радне снаге [33][34]
- NetSuite ERP – апликације које чине NetSuite ЕРП раде у облаку и аутоматизују основне пословне процесе у финансијама, продаји, људским ресурсима, управљању складиштем и управљању ланцем снабдевања[34][35][36]
- NetSuite AP Automation- аутоматизује обраду фактура и плаћање добављачима [37]
- NetSuite Cloud Accountingг– нуди главну књигу, праћење плаћања, управљање новчаним токовима, фактурисање, обавезе и потраживања и управљање порезима [38]
- NetSuite Accounts Payable – пружа неколико аутоматизованих могућности, укључујући усклађивање рачуна и одобрења, усаглашавање плаћања [39]
- NetSuite Text Enhance – Генеративна АИ способност која помаже корисницима да праве контекстуални и персонализовани садржај за било коју текстуалну област у NetSuite на основу неколико почетних речи које описују вероватну намеру.[40]

### Услуге
- NetSuite образовне услуге – уз овај програм, NetSuite нуди обуку и сертификате како би помогао корисницима да побољшају своје коришћење софтвера.[41] Ова услуга укључује NetSuite Learning Cloud подршку [42]
- NetSuite Social Impact програм – овај програм пружа непрофитним организацијама донирани софтвер и бесплатно техничко саветовање; укључује Suite Donation, Suite Pro Bono и Suite Capacity [43]

## Аквизиције
- 2008: OpenAir – веб-базирани временски листови и извештаји о трошковима[44]
- 2009: QuickArrow – апликација за аутоматизацију професионалних услуга заснована на вебу
- 2013: Retail Anywhere – малопродајни софтвер за е-трговину[45]
- 2013: TribeHR – софтвер за људске ресурсе за мала и средња предузећа[46]
- 2013: Order Motion – систем за управљање поруџбинама директно до потрошача заснован на облаку[47][48]
- 2013: LightCMS – софтвер за управљање садржајем[49]
- 2014: Venda – малопродајни софтвер за е-трговину[50]
- 2014: eBizNET solutions – напредно управљање складиштем[51]
- 2015: Bronto Software – провајдер услуга е-поште[52][53]
- 2015: Monexa [54] – наплата претплате и периодично плаћање
- 2021: FarApp– обезбеђује конекторе за е-трговину, логистику, малопродају и угоститељство за Оракл НетСуит[55]
- 2022:  Verenia CPQ – омогућава корисницима да генеришу продајне предлоге директно из НетСуит ЕРП[56][57]
- 2022: ADI Insights – управљање прековременим радом, хватање времена, предвиђање потражње и заказивање смена[58]

## Награде
- 2021: ЦРН производ године за ЦРМ/ЕРП[59]
- 2021. Лидер у Gartner Magic Quadrant за Cloud Core пакете финансијског управљања за средња, велика и глобална предузећа[60]
- 2022: Inc. Power Partner за рачунарство у облаку[61]
- 2022: Лидер у Gartner Magic Quadrant за Клауд ЕРП за сервисно-центрична предузећа[62]
- 2022: Најбољи ЦРМ и софтверски системи ИТ Бизнис Еџа[63]